# Giai đoạn vòng loại và vòng play-off UEFA Conference League 2024–25 (Nhánh vô địch)
Trang này tóm tắt các trận đấu ở Nhánh vô địch của Giai đoạn vòng loại và vòng play-off UEFA Conference League 2024–25.
Thời gian là CEST (UTC+2), theo danh sách của UEFA (giờ địa phương, nếu khác, sẽ được đặt trong dấu ngoặc đơn).

## Vòng loại thứ hai
Lễ bốc thăm vòng loại thứ hai sẽ được tổ chức vào ngày 18 tháng 6 năm 2024.

### Bảng tóm tắt
| Đội 1              | TTSTooltip Aggregate score | Đội 2           | Lượt đi | Lượt về      |
| ------------------ | -------------------------- | --------------- | ------- | ------------ |
| HJK                | Đặc cách                   | N/A             | —       | —            |
| Larne              | Đặc cách                   | N/A             | —       | —            |
| Differdange 03     | 4–4 (3–4 p)                | Ordabasy        | 1–0     | 3–4 (s.h.p.) |
| Víkingur Reykjavík | 2–1                        | Egnatia         | 0–1     | 2–0          |
| Virtus             | 2–5                        | Flora           | 0–0     | 2–5 (s.h.p.) |
| Struga             | 3–4                        | Pyunik          | 2–1     | 1–3          |
| Dinamo Batumi      | 0–2                        | Dečić           | 0–2     | 0–0          |
| Ballkani           | 2–0                        | Ħamrun Spartans | 0–0     | 2–0          |

### Các trận đấu
| Differdange 03 | 1–0      | Ordabasy |
| -------------- | -------- | -------- |
| - Jorginho 37' | Chi tiết |          |

| Ordabasy                                                                     | 4–3 (s.h.p.) | Differdange 03                                                    |
| ---------------------------------------------------------------------------- | ------------ | ----------------------------------------------------------------- |
| - Brusco 24' (l.n.) - Tagybergen 55' - Sadovsky 82' - Tursynbay 117' (ph.đ.) | Chi tiết     | - Trani 2' - Monteiro 59', 120'                                   |
| Loạt sút luân lưu                                                            |              |                                                                   |
| - Cvek - Abiken - Umarov - Islamkhan - Tursynbay - Sadovsky                  | 4–3          | - Monteiro - Rauch - Rychelmy - Gustavo Simões - Bei - El Idrissi |

Tổng tỷ số 4–4, Ordabasy thắng 4–3 trên chấm luân lưu.
| Víkingur Reykjavík | 0–1      | Egnatia     |
| ------------------ | -------- | ----------- |
|                    | Chi tiết | - Dramé 33' |

| Egnatia | 0–2      | Víkingur Reykjavík                    |
| ------- | -------- | ------------------------------------- |
|         | Chi tiết | - Dulysse 28' (l.n.) - Þrándarson 48' |

Víkingur Reykjavík thắng chung cuộc 2–1.
| Virtus | 0–0      | Flora |
| ------ | -------- | ----- |
|        | Chi tiết |       |

| Flora                                                                     | 5–2 (s.h.p.) | Virtus                     |
| ------------------------------------------------------------------------- | ------------ | -------------------------- |
| - Lepik 4' (ph.đ.) - Sappinen 77' (ph.đ.) - Alliku 92', 97' - Kreida 120' | Chi tiết     | - Benincasa 68' - Mema 88' |

Flora thắng chung cuộc 5–2.
| Struga                               | 2–1      | Pyunik                |
| ------------------------------------ | -------- | --------------------- |
| - Ibraimi 8' (ph.đ.) - Spirovski 73' | Chi tiết | - Villela 23' (ph.đ.) |

| Pyunik                             | 3–1      | Struga          |
| ---------------------------------- | -------- | --------------- |
| - Déblé 16' - Kovalenko 45', 90+6' | Chi tiết | - Ibraimi 45+4' |

Pyunik thắng chung cuộc 4–3.
| Dinamo Batumi | 0–2      | Dečić            |
| ------------- | -------- | ---------------- |
|               | Chi tiết | - Camaj 62', 66' |

| Dečić | 0–0      | Dinamo Batumi |
| ----- | -------- | ------------- |
|       | Chi tiết |               |

Dečić thắng chung cuộc 2–0.
| Ballkani | 0–0      | Ħamrun Spartans |
| -------- | -------- | --------------- |
|          | Chi tiết |                 |

| Ħamrun Spartans | 0–2      | Ballkani                           |
| --------------- | -------- | ---------------------------------- |
|                 | Chi tiết | - Hamidi 64' - Karrica 76' (ph.đ.) |

Ballkani thắng chung cuộc 2–0.

## Vòng loại thứ ba
Lễ bốc thăm vòng loại thứ ba được tổ chức vào ngày 22 tháng 7 năm 2024.

### Bảng tóm tắt
| Đội 1              | TTSTooltip Aggregate score | Đội 2  | Lượt đi | Lượt về      |
| ------------------ | -------------------------- | ------ | ------- | ------------ |
| Víkingur Reykjavík | 3–2                        | Flora  | 1–1     | 2–1          |
| Ordabasy           | 0–2                        | Pyunik | 0–1     | 0–1          |
| Ballkani           | 1–1 (1–4 p)                | Larne  | 0–1     | 1–0 (s.h.p.) |
| HJK                | 2–2 (4–3 p)                | Dečić  | 1–0     | 1–2 (s.h.p.) |

### Các trận đấu
| Víkingur Reykjavík  | 1–1      | Flora               |
| ------------------- | -------- | ------------------- |
| - Ingimundarson 40' | Chi tiết | - Lepik 21' (ph.đ.) |

| Flora         | 1–2      | Víkingur Reykjavík           |
| ------------- | -------- | ---------------------------- |
| - Soomets 52' | Chi tiết | - Þrándarson 6' - Hansen 36' |

Víkingur Reykjavík thắng chung cuộc 3–2.
| Ordabasy | 0–1      | Pyunik         |
| -------- | -------- | -------------- |
|          | Chi tiết | - Otubanjo 56' |

| Pyunik         | 1–0      | Ordabasy |
| -------------- | -------- | -------- |
| - Otubanjo 66' | Chi tiết |          |

Pyunik thắng chung cuộc 2–0.
| Ballkani | 0–1      | Larne        |
| -------- | -------- | ------------ |
|          | Chi tiết | Donnelly 89' |

| Larne                                  | 0–1 (s.h.p.) | Ballkani                  |
| -------------------------------------- | ------------ | ------------------------- |
|                                        | Chi tiết     | - Hamidi 45' (ph.đ.)      |
| Loạt sút luân lưu                      |              |                           |
| - Thomson - Randall - Ryan - Gallagher | 4–1          | - Hamidi - Ajazaj - Dulaj |

Tổng tỷ số 1–1, Larne thắng trên chấm luân lưu.
| HJK         | 1–0      | Dečić |
| ----------- | -------- | ----- |
| - Erwin 49' | Chi tiết |       |

| Dečić                                                      | 2–1 (s.h.p.) | HJK                                                       |
| ---------------------------------------------------------- | ------------ | --------------------------------------------------------- |
| - Puleio 26' - Mašović 90+4'                               | Chi tiết     | - Plange 43'                                              |
| Loạt sút luân lưu                                          |              |                                                           |
| - Božović - Chagas - Stijepović - Mašović - Camaj - Drešaj | 3–4          | - Lingman - Erwin - Meriluoto - Tomas - Möller - Palumets |

Tổng tỷ số 2–2, HJK thắng trên chấm luân lưu.

## Vòng play-off
Lễ bốc thăm vòng play-off được tổ chức vào ngày 5 tháng 8 năm 2024.

### Bảng tóm tắt
| Đội 1              | TTSTooltip Aggregate score | Đội 2           | Lượt đi | Lượt về |
| ------------------ | -------------------------- | --------------- | ------- | ------- |
| Lincoln Red Imps   | 3–4                        | Larne           | 2–1     | 1–3     |
| Pyunik             | 2–4                        | Celje           | 1–0     | 1–4     |
| Víkingur Reykjavík | 5–0                        | UE Santa Coloma | 5–0     | 0–0     |
| Panevėžys          | 0–3                        | The New Saints  | 0–3     | 0–0     |
| KÍ                 | 3–4                        | HJK             | 2–2     | 1–2     |

### Các trận đấu
| Lincoln Red Imps         | 2–1      | Larne       |
| ------------------------ | -------- | ----------- |
| - Gómez 23' - Oliver 42' | Chi tiết | - Lusty 16' |

| Larne                                | 3–1      | Lincoln Red Imps |
| ------------------------------------ | -------- | ---------------- |
| - Ryan 30' (ph.đ.), 43' (ph.đ.), 83' | Chi tiết | - Lopes 20'      |

Larne thắng chung cuộc 4–3.
| Pyunik       | 1–0      | Celje |
| ------------ | -------- | ----- |
| - Buhari 59' | Chi tiết |       |

| Celje                                                  | 4–1      | Pyunik               |
| ------------------------------------------------------ | -------- | -------------------- |
| - Nemanič 22' - Bobičanec 42' (ph.đ.) - Kučys 73', 85' | Chi tiết | - Cociuc 63' (ph.đ.) |

Celje thắng chung cuộc 4–2.
| Víkingur Reykjavík                                                   | 5–0      | UE Santa Coloma |
| -------------------------------------------------------------------- | -------- | --------------- |
| - Hansen 29', 90+5' - Ingimundarson 53' (ph.đ.), 77' - Vatnhamar 67' | Chi tiết |                 |

| UE Santa Coloma | 0–0      | Víkingur Reykjavík |
| --------------- | -------- | ------------------ |
|                 | Chi tiết |                    |

Víkingur Reykjavík thắng chung cuộc 5–0.
| Panevėžys | 0–3      | The New Saints                               |
| --------- | -------- | -------------------------------------------- |
|           | Chi tiết | - Davies 52' - D. Williams 64' - Clark 90+1' |

| The New Saints | 0–0      | Panevėžys |
| -------------- | -------- | --------- |
|                | Chi tiết |           |

The New Saints thắng chung cuộc 3–0.
| KÍ                                        | 2–2      | HJK                |
| ----------------------------------------- | -------- | ------------------ |
| - Frederiksberg 55' (ph.đ.) - Hansson 63' | Chi tiết | - Erwin 15', 90+3' |

| HJK                       | 2–1      | KÍ                  |
| ------------------------- | -------- | ------------------- |
| - Tomas 90' - Erwin 90+3' | Chi tiết | - Frederiksberg 57' |

HJK thắng chung cuộc 4–3.